# Werderberg
Der Werderberg ist ein 349,7 Meter hoher Berg in der Haardt, einem Mittelgebirgszug am Ostrand des Pfälzerwalds. Er liegt in der Gemarkung von Edenkoben im Landkreis Südliche Weinstraße. Im Gipfelbereich befinden sich das touristisch bekannte und weithin sichtbare Friedensdenkmal und weitere Denkmale aus der Zeit des Deutschen Kaiserreichs.

## Geschichte und Denkmale
Nach dem Ende des Deutsch-Französischen Krieges mit dem Sieg des Norddeutschen Bundes über das Französische Kaiserreich 1871 ergab sich der Wunsch nach einer Erinnerungsstätte. Der Edenkobener Stadtrat beschloss am 1. Februar 1872 die Errichtung eines Denkmales. Der Berg wurde ausgewählt, da ein Denkmal von diesem weit sichtbar wäre. Die Planungen zum Bau dauerten allerdings bis 1893. Das Sieges- und Friedensdenkmal Edenkoben wurde schließlich zwischen 1895 und 1899 errichtet. Der Berg hieß damals noch wegen des überwiegenden Baumbestandes an Kiefern „Kiefernberg“. Im Rahmen der Erbauung des Denkmales wurden der Berg und der Platz, auf dem das Denkmal steht, zu Ehren des preußischen Generals Karl-Friedrich Wilhelm Leopold August Graf von Werder (1808–1887) in „Werderberg“ und „Werderplatz“ umbenannt. Schon 1872 wurde auf der Südseite des Berges der Straßburger Stein als Obelisk im klassizistischen Stil errichtet, um der „Befreiung von Straßburg“ zu gedenken. Der Standort wurde so gewählt, dass man zumindest in die Richtung nach Straßburg schaut, auch wenn die Stadt von dort schon wegen der Entfernung nicht sichtbar sein kann. Das Denkmal ist heute wegen frühem Vandalismus und Diebstahl nur noch rudimentär erhalten. Ein gusseiserner Adler von der Spitze des Denkmals wurde nach dem Zweiten Weltkrieg gestohlen. Ein Medaillon mit dem Konferfei Werders wurde ausgeschlagen. Die Anlage ist als Kulturdenkmal in der Gemeinde Edenkoben gelistet. Heute bietet der Aussichtspunkt einen Ausblick zum Haardtrand mit der Villa Ludwigshöhe. Auf der Nordseite des Berges befindet sich heute in einer Straßenschleife der Zufahrtsstraße zum Berggipfel der Bismarck-Platz. Die Anlage wurde 1898 zu Ehren und Erinnerung an Otto von Bismarck (1815–1898), auch Ehrenbürger von Edenkoben errichtet. Im Zentrum der mit Sandsteinfindlingen umrandeten Anlage steht auf einem kleinen Hügel ein Gedenkstein. In unmittelbarer Nähe wurden noch zwei Gedenksteine für Otto von Bismarck und Helmuth von Moltke (1800–1891) errichtet. Der Bismarckstein zeigt ein überdimensionales Relief von Bismarck, der Moltkestein eine in Ritztechnik ausgeführte Inschrift. Eine Platte mit einem gusseisernen Medaillon mit einem Bild von Moltke wurde vermutlich schon 1918 gestohlen. Beide Steine sind im Verzeichnis der Kulturdenkmäler von Edenkoben gelistet.

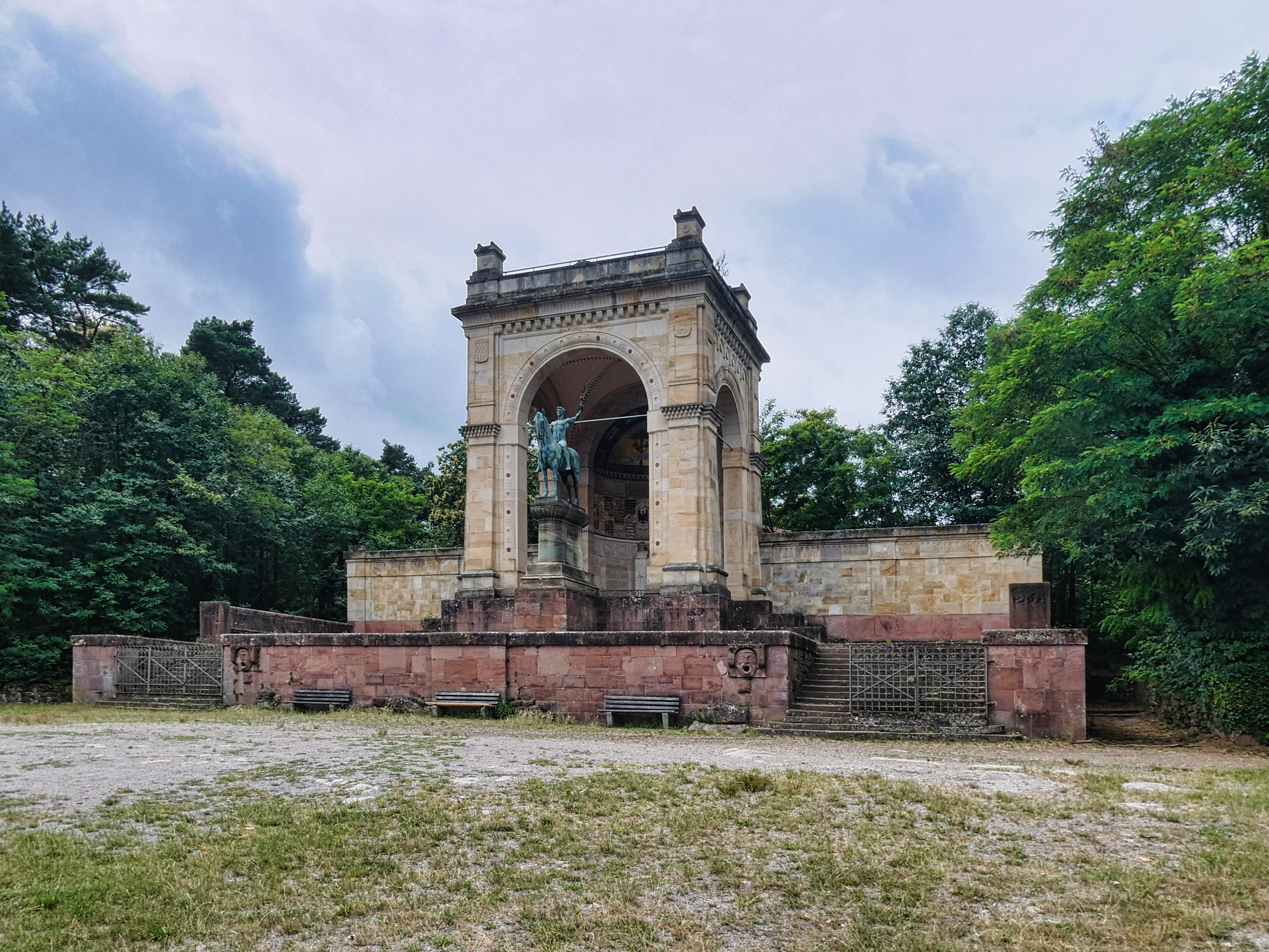
Friedensdenkmal
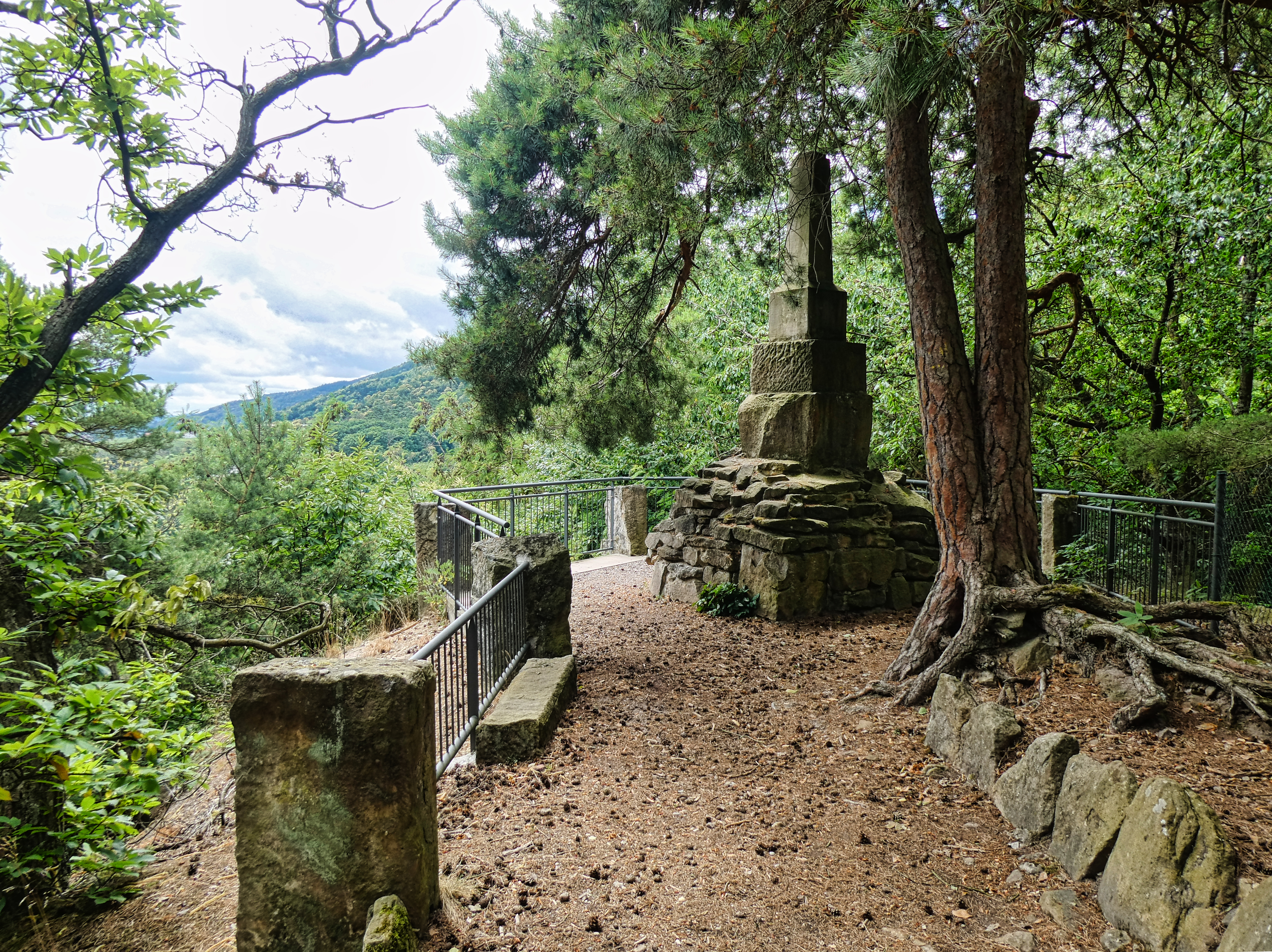
Straßburger Stein
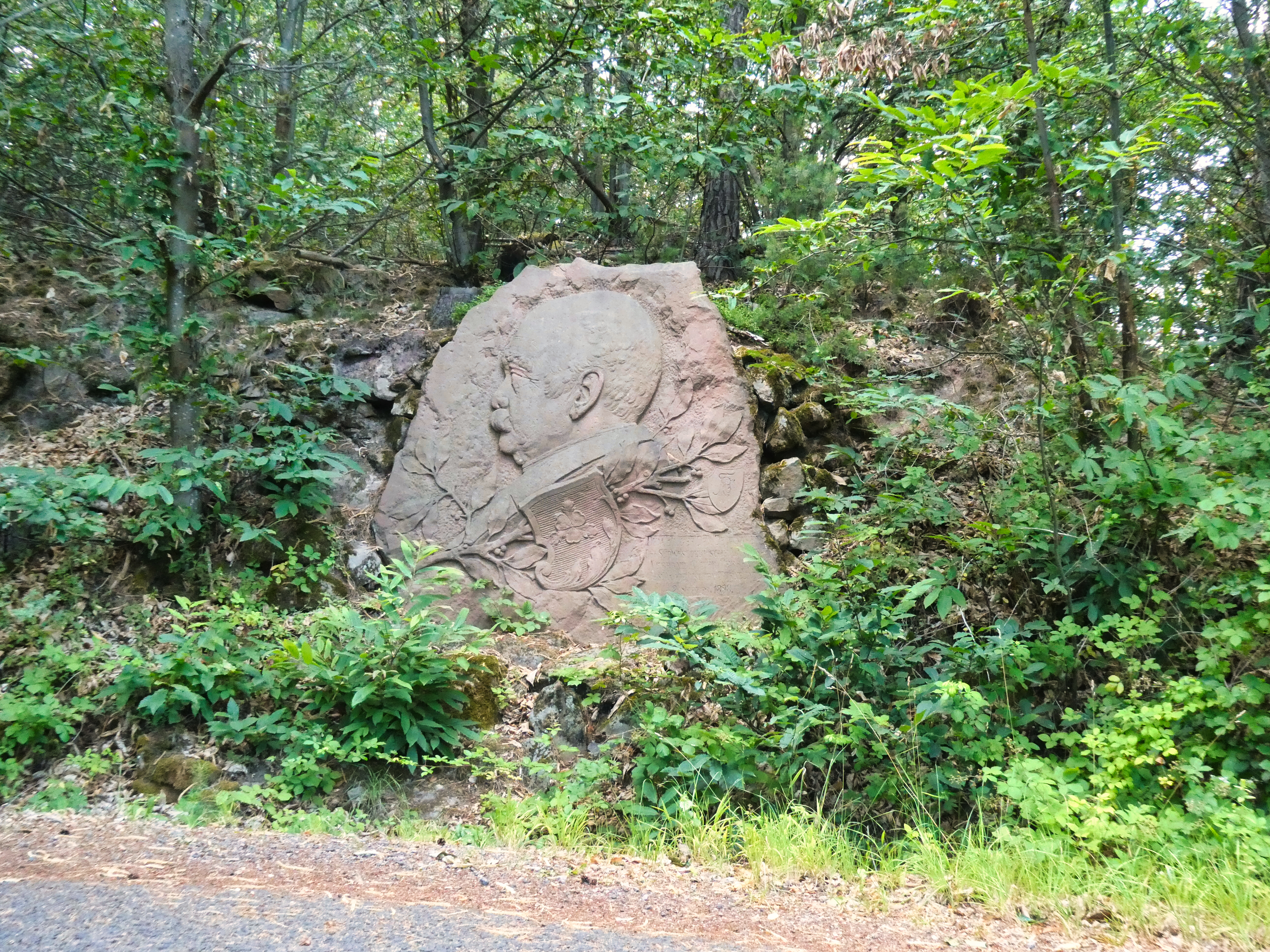
Bismarck-Denkmal
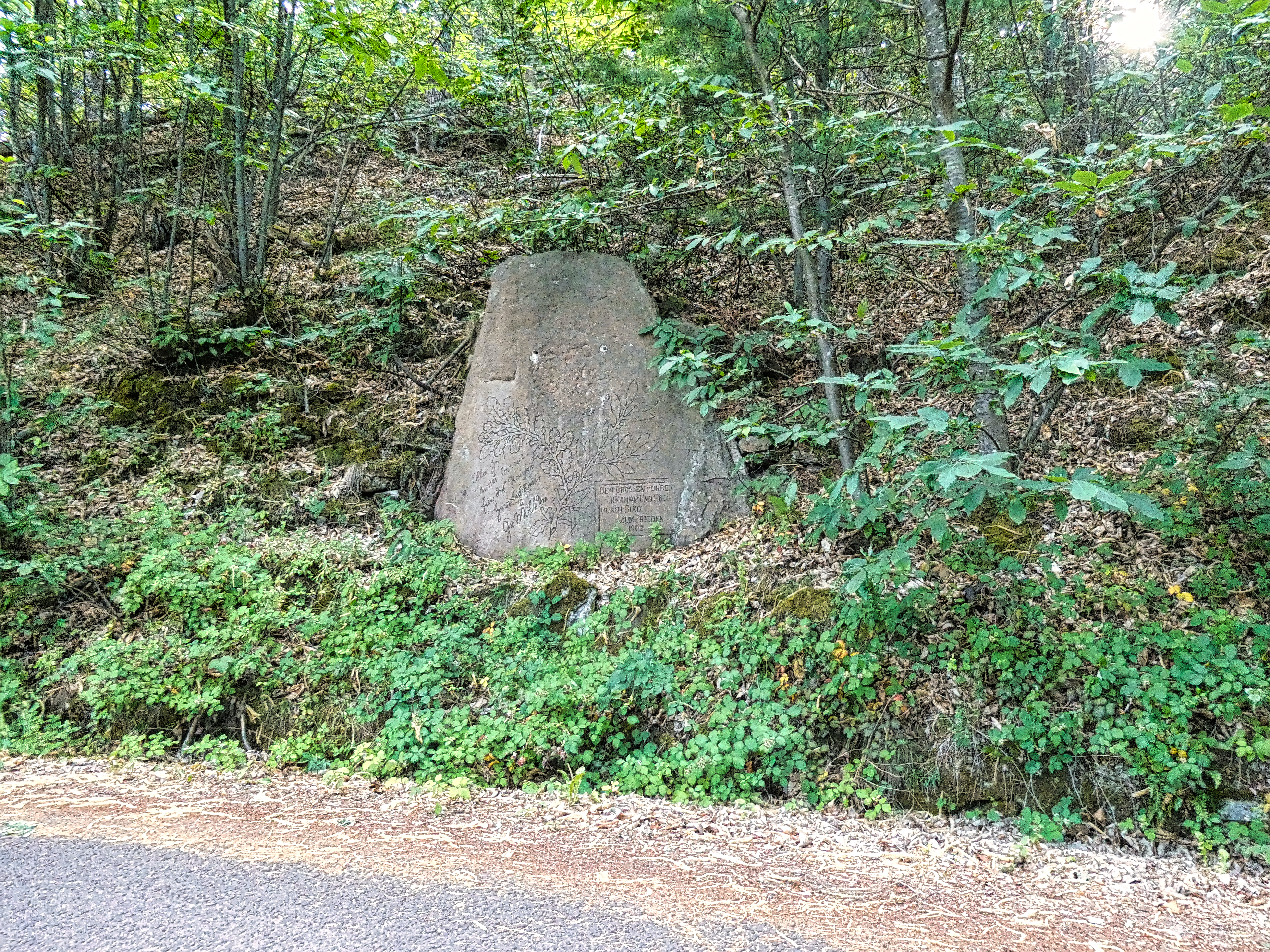
Moltke-Denkmal
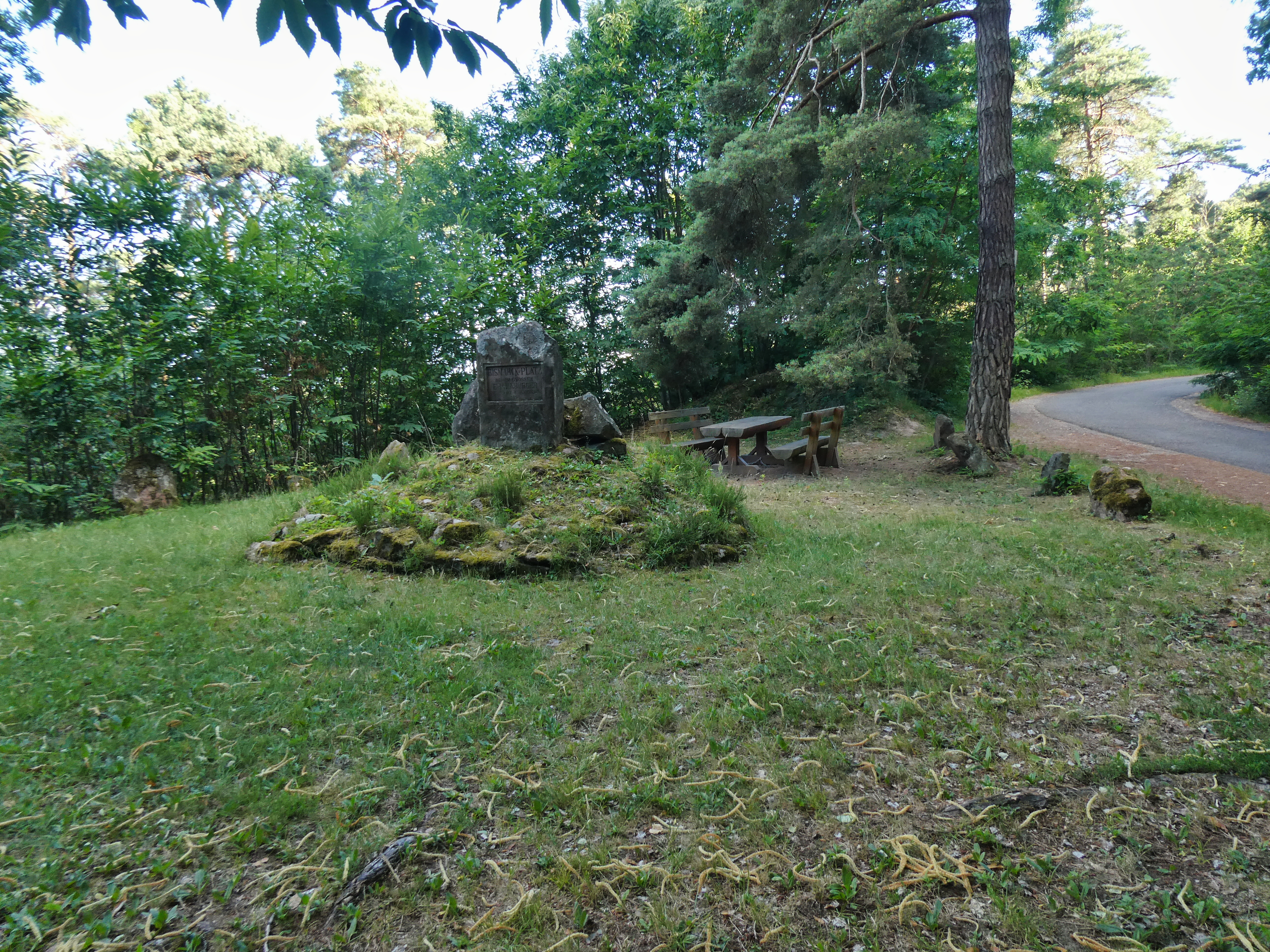
Bismarck-Platz

## Geographie

### Lage
Der Werderberg erhebt sich im Biosphärenreservat Pfälzerwald-Vosges du Nord und im Naturpark Pfälzerwald. Der Berg liegt südöstlich vom Straußenberg (582,6 m) als Vorgipfel des Hochbergs (635,3 m) und bildet mit dem Heidelberg (338,3 m) und dem Burgberg der Kropsburg (342 m) die östlichste Bergkette des Hochberg–Massivs zur Rheinebene hin. Im Norden trennt das Straußental den Berg vom Heidelberg. Südlich verläuft das Triefenbachtal.

### Naturräumliche Zuordnung
Der Werderberg gehört zum Naturraum Pfälzerwald, der in der Systematik des von Emil Meynen und Josef Schmithüsen herausgegebenen Handbuches der naturräumlichen Gliederung Deutschlands und seinen Nachfolgepublikationen als Großregion 3. Ordnung klassifiziert wird. Betrachtet man die Binnengliederung des Naturraums, so gehört der Werderberg zum Mittleren Pfälzerwald und hier zum Gebirgszug der Haardt, welche den Pfälzerwald zur Oberrheinischen Tiefebene hin abgrenzt.
Zusammenfassend folgt die naturräumliche Zuordnung des Heidelbergs damit folgender Systematik:
- Großregion 1. Ordnung: Schichtstufenland beiderseits des Oberrheingrabens
- Großregion 2. Ordnung: Pfälzisch-Saarländisches Schichtstufenland
- Großregion 3. Ordnung: Pfälzerwald
- Region 4. Ordnung (Haupteinheit): Mittlerer Pfälzerwald
- Region 5. Ordnung: Haardt

## Natur
Der Berg ist vollständig bewaldet. Es herrscht ein für den Haardtrand typischer Mischwald aus Edelkastanien, Traubeneichen und Kiefern vor, der mit seinem teilweise lichten Bewuchs eine ausgedehnte Besenheidevegetation am Boden ermöglicht. Im Bereich des Friedensdenkmals sind Esskastanien durchaus dominant. Am Südhang befindet sich das Naturschutzgebiet Haardtrand – Kieferberg. Hier wird auch in einer der letzten historischen Steillagen in der Pfalz Weinbau betrieben.

## Zugang und Wandern
Die Zufahrt erfolgt von Edenkoben über die Klosterstraße, die als Kreisstraße K6 weiter über das Forsthaus Heldenstein in das Modenbachtal führt. Am Ortsausgang zweigt rechts die Kreisstraße K30 in Richtung der Kropsburg ab. Bei Erreichen des Haardtrands befindet sich linksseitig der Zufahrtsweg zum Berg, der zu einem recht großen Wanderparkplatz hinter dem Friedensdenkmal führt. Der Berg ist über Wanderwege gut erschlossen. An der Westseite verläuft der Pfälzer Weinsteig am Berg vorbei.